# Atherospermataceae
Atherospermataceae je čeleď nižších dvouděložných rostlin z řádu vavřínotvaré (Laurales). Jsou to dřeviny se vstřícnými listy, pocházející z australské oblasti a z jihu Jižní Ameriky. Čeleď zahrnuje celkem 16 až 20 druhů v 7 rodech. Některé druhy mají význam v domorodé medicíně, jako zdroj dřeva nebo pro jedlé plody.

## Popis
Zástupci čeledi Atherospermataceae jsou stálezelené, jednodomé nebo dvoudomé stromy a keře s jednoduchými vstřícnými listy bez palistů. Některé stromy dorůstají značných výšek, např. australský druh Dryadodaphne trachyphloia až 45 metrů. Listy jsou řapíkaté, se zpeřenou žilnatinou, často na ploše průsvitně žláznatě tečkované. Květy jsou jednotlivé nebo v jednoduchých květenstvích, vonné nebo bez vůně. Okvětí je tvořeno 4 až 20 volnými okvětními lístky v 1 nebo několika kruzích. Tyčinek je 4 až mnoho a mají vyvinuté nitky nebo jsou prašníky přisedlé. gyneceum je apokarpní, svrchní až spodní (ponořené do receptákula), složené ze 3 až mnoha volných pestíků. Plodem je souplodí nažek (někdy označovaných jako oříšky), spočívajících na povrchu zbytnělého receptákula nebo zanořených v něm. Za zralosti zpravidla hypanthium puká na 1 až 4 části.

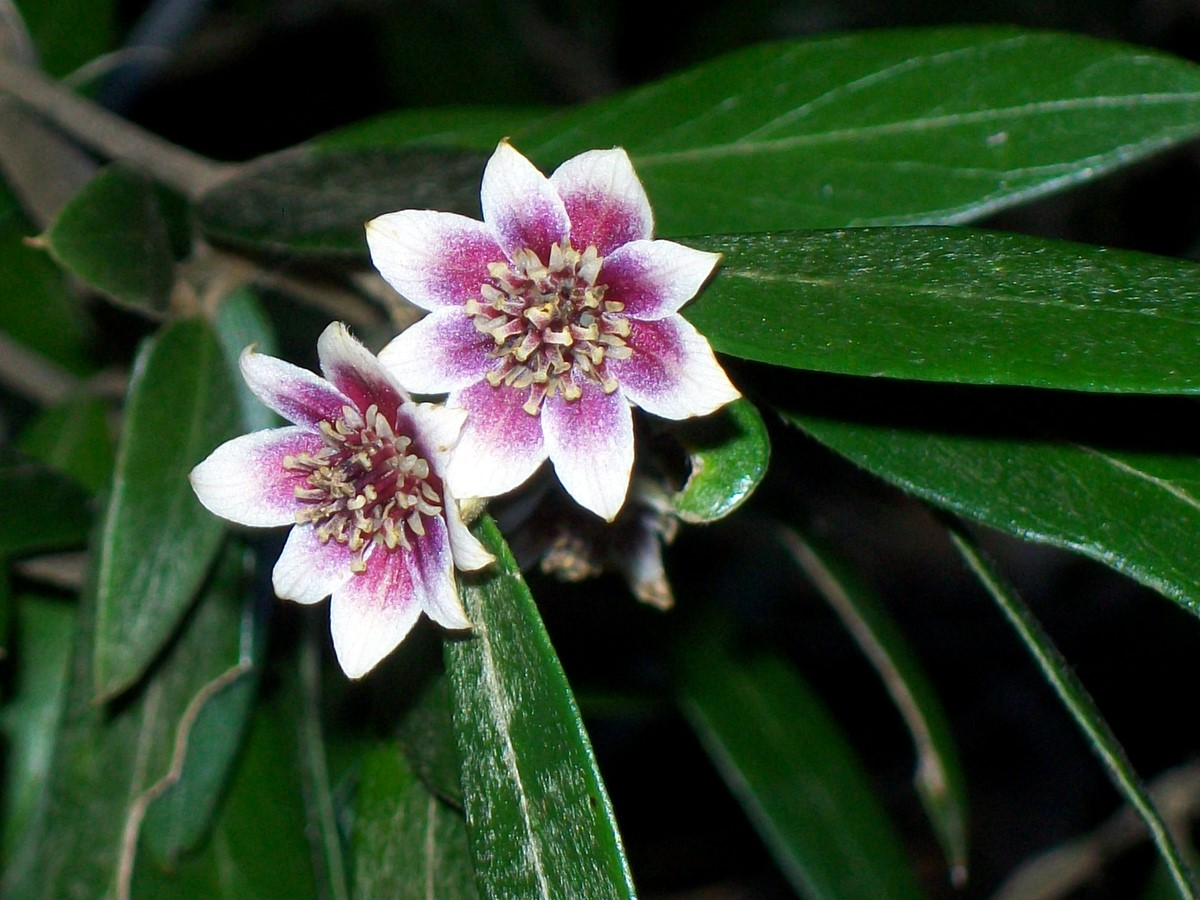
Květy Atherosperma moschatum
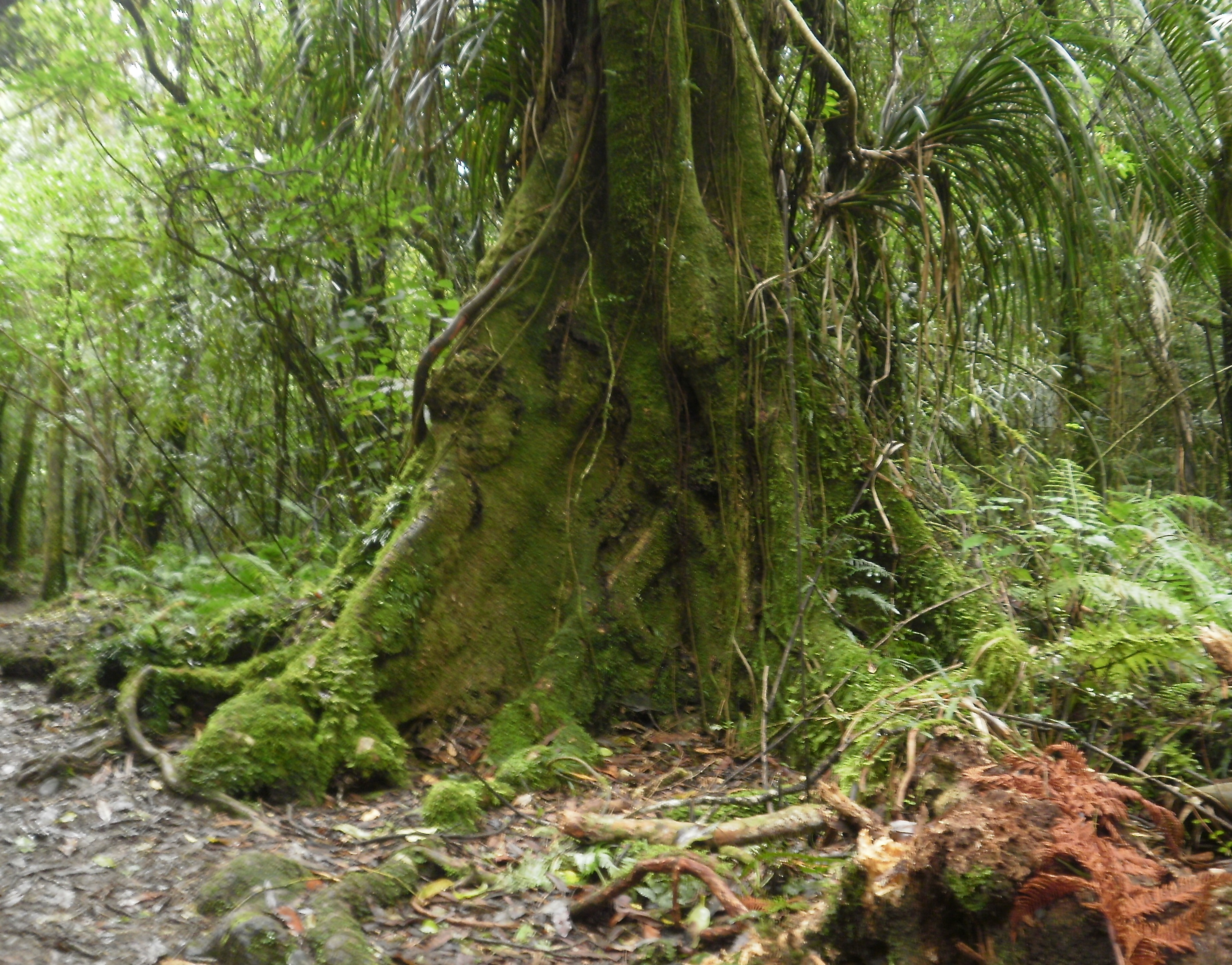
Kmen vavřínky novozélandské (Laurelia novae-zelandiae)
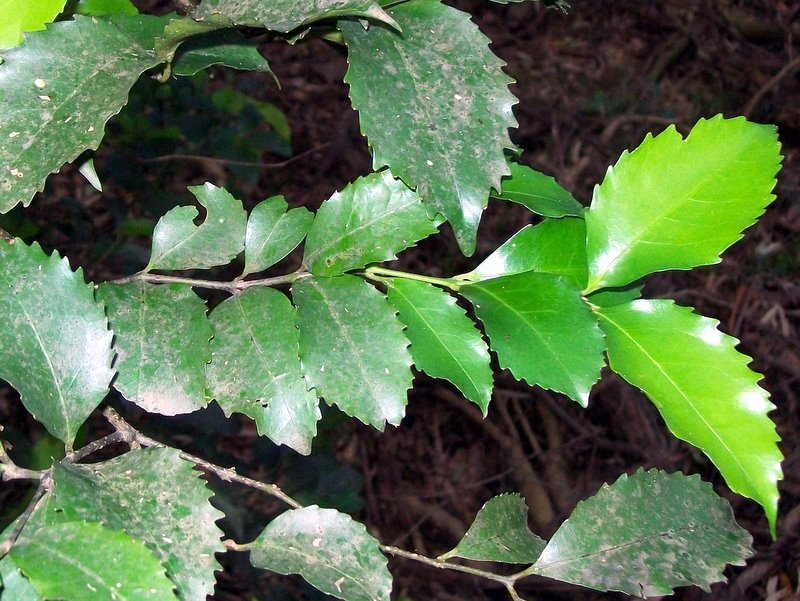
Listy Daphnandra johnsonii

## Rozšíření
Čeleď zahrnuje 20 druhů v 6 rodech. Je rozšířená v australské oblasti (v Austrálii, na Novém Zélandu, Nové Kaledonii a Nové Guineji) a na jihu Jižní Ameriky v Chile a západní Patagonii. Nejvíce druhů roste v Austrálii (10 endemických druhů ve 4 rodech, z nichž 3 jsou rovněž endemické). Na Nové Guineji roste jediný rod, Dryadodaphne, a celkem 2 druhy. Zástupci čeledi rostou nejčastěji v tropických deštných lesích vyšších poloh.

## Taxonomie
Čeleď Atherospermataceae je po morfologické stránce blízká čeledi Monimiaceae, do níž byla také v minulosti vřazena jako jedna z jejích podčeledí. Podle kladogramů Angiosperm Phylogeny Group je sesterskou větví Atherospermataceae čeleď Gomortegaceae, reprezentovaná jediným druhem (Gomortega keule), rostoucím v Chile.

## Zástupci
- vavřínka (Laurelia)[5]

## Význam
Některé druhy rodu vavřínka mají jedlé plody. Vavřínka novozélandská (Laurelia novae-zelandiae) obsahuje alkaloid pukatein a je na Novém Zélandu používána původními Maory jako analgetikum např. při bolestech zubů. Tento druh je také těžen pro dřevo. Kůru Dryadodaphne novoguineensis používají domorodci na Nové Guineji jako medicínu.

## Přehled rodů
Atherosperma, Daphnandra, Doryphora, Dryadodaphne, Laurelia, Nemuaron